# Guilherme de Juliers

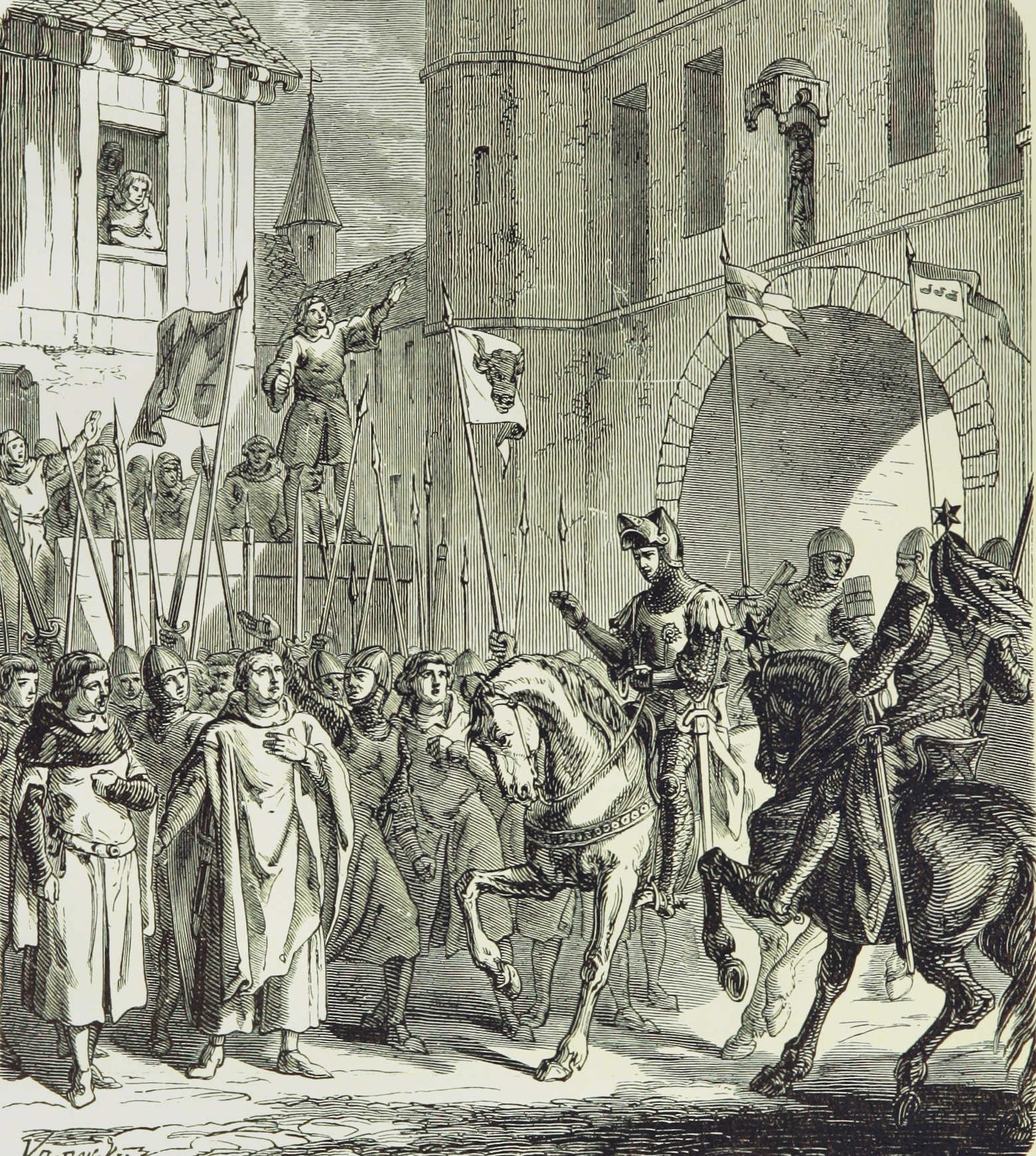
Receção em Bruges a Guilherme de Jülich (maio de 1302)

Guilherme de Juliers ou Guilherme de Jülich (o novo) (em neerlandês:  Willem van Gulik (de Jongere)) (data desconhecida - 18 de agosto de 1304) foi um dos nobres flamengos que se opuseram à política de anexação do rei francês Filipe IV - em conjunto com Pieter de Coninck.
Era também arquidiácono do Principado-Bispado de Liège. Guilherme era filho de Guilherme, o Velho e neto de Guilherme IV, Conde de Jülich, e de Maria, filha de Guy de Dampierre, Conde da Flandres e Matilde de Bethune. A sua ligação ao condado flamengo e o seu desejo de vingar o aprisionamento dos seus tios Roberto III de Bethune e Guilherme van Dendermonde pelo rei francês possivelmente explicará o seu apoio à resistên cia flamenga. Um incentivo adicional para este apoio poderá ter sido o assassinato do seu tio Walram, Conde de Jülich pelos franceses depois da Batalha de Bulskamp em 1297. A resistência flamenga conduziu a uma inesperada vitória sobre os franceses na Batalha das Esporas Douradas em 1302. William of Jülich gained an other victory against the French in the Batalha de Arques (1303).
Em 1304, porém, o rei francês regressou com um exército e derrotou os flamengos na Batalha de Mons-en-Pévèle. Guilherme morreu nesta batalha.